# فرد اسپیکسلی
فرد اسپیکسلی (به انگلیسی: Fred Spiksley) بازیکن فوتبال زادهٔ ۲۵ ژانویه ۱۸۷۰ اهل کشور انگلستان بود که سابقهٔ بازی در تیم ملی فوتبال انگلستان را در کارنامهٔ خود دارد. وی در تاریخ ۱۳ مارس ۱۸۹۳ نخستین بازی ملی خود را در مقابل تیم ملی فوتبال ولز انجام داد و با حضور در ۷ بازی ملی، در تاریخ ۲ آوریل ۱۸۹۸ واپسین بازی ملی‌اش را در برابر تیم ملی فوتبال اسکاتلند برگزار کرد. این بازیکن توانسته در بازی‌های ملی، ۵ گل به ثمر برساند.